# رولف هانسن (کارگردان)
رولف هانسن (آلمانی: Rolf Hansen; ۱۲ دسامبر ۱۹۰۴ – ۳ دسامبر ۱۹۹۰) کارگردان فیلم اهل آلمان بود.